# Província de Carbònia-Esglésies
La província de Carbònia-Esglésies (en sard, Provìntzia de Carbònia-Igrèsias) és una antiga província de la regió de Sardenya dins d'Itàlia. Limitava al sud i est amb la província de Càller i al nord amb la província del Medio Campidano. Comptava amb 23 municipis amb una població de 131.074 habitants (el 8,6% de la població sarda) i una extensió de 1.495 km² (el 6,2% del territori sard).
Formava part del territori provincial el Parc de Sulcis, amb els Montes Linas i Is Caravius.

## Creació i desaparició
Arran de la llei regional n. 9 Arxivat 2009-10-16 a Wayback Machine. del 2001 i altres integracions, es va procedir a efectuar una nova divisió territorial de la Regió Autònoma de Sardenya, que va fer augmentar el nombre de províncies de quatre a vuit. Les modificacions van ser operatives a partir de maig de 2005, quan se celebraren les eleccions per a renovar tots els Consells provincials. La nova província es formà amb 23 municipis procedents de l'antiga província de Càller.

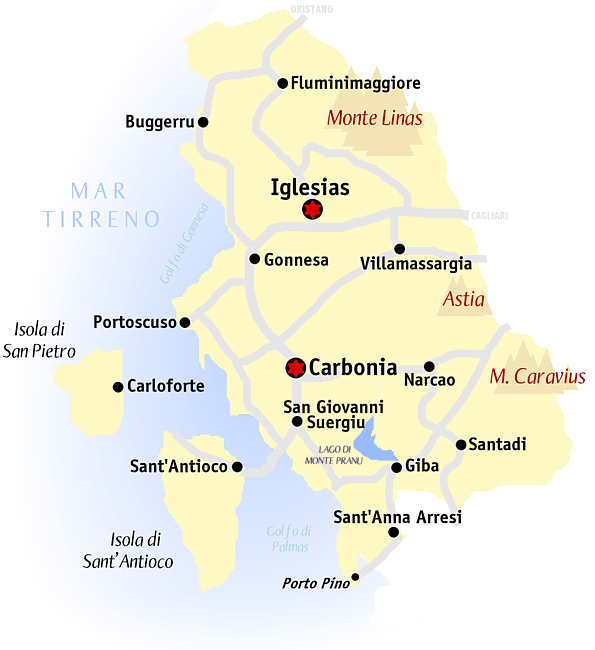
Mapa de la província

La província va desaparèixer al 2016 amb la nova ordenació regional de l'illa de Sardenya. Juntament amb la Província del Medio Campidano i 54 municipis de la província de Càller van formar la nova província de Sardenya del Sud.

## Municipis que formaven la província
| Pos. | Municipis            | Habitants | Escuts |
| ---- | -------------------- | --------- | ------ |
| 1    | Carbònia             | 30.017    |        |
| 2    | Esglésies            | 27.773    |        |
| 3    | Sant'Antioco         | 11.811    |        |
| 4    | Domusnovas           | 6.489     |        |
| 5    | Carloforte           | 6.488     |        |
| 6    | San Giovanni Suergiu | 6.054     |        |
| 7    | Portoscuso           | 5.361     |        |
| 8    | Gonnesa              | 5.184     |        |
| 9    | Santadi              | 3.767     |        |
| 10   | Villamassargia       | 3.705     |        |
| 11   | Narcao               | 3.365     |        |
| 12   | Fluminimaggiore      | 3.032     |        |
| 13   | Calasetta            | 2.851     |        |
| 14   | Sant'Anna Arresi     | 2.678     |        |
| 15   | Giba                 | 2.093     |        |
| 16   | Nuxis                | 1.703     |        |
| 17   | Musei                | 1.504     |        |
| 18   | Masainas             | 1.479     |        |
| 19   | Perdaxius            | 1.465     |        |
| 20   | Buggerru             | 1.163     |        |
| 21   | Tratalias            | 1.121     |        |
| 22   | Villaperuccio        | 1.117     |        |
| 23   | Piscinas             | 886       |        |